# NGC 312

NGC 312

NGC 312 هي مجرة تتبع كوكبة العنقاء. اكتشفها جون هيرشل في 5 سبتمبر 1836.

## روابط خارجية
- NGC 312 على موقع ويكي سكاي: DSS2, SDSS, GALEX, IRAS, Hydrogen α, X-Ray, Astrophoto, Sky Map, Articles and images